# Basilique de Plovdiv
La petite basilique de Philippopolis (aujourd'hui Plovdiv en Bulgarie) est une ancienne église construite dans la deuxième moitié du Ve siècle dont il ne reste que des vestiges, découverts en 1988. Elle ne doit pas être confondue avec la basilique épiscopale de Plovdiv, de plus grande dimension et de construction postérieure.

## Histoire
La basilique est bâtie dans les années 470, à l'occasion du succès de Basiliscus, alors général de l'empereur Léon Ier contre les Goths de Théodoric Strabon en 471. Construite sous le patronage du général qui devient brièvement empereur entre 475 et 476, elle comprend notamment de nombreuses mosaïques qu'il a directement financées. D'autres éléments de décoration architecturale particulièrement riches ont été excavés, dont des colonnades en marbre entre les nefs, un panneau d'autel en marbre et un synthronon dans l'abside de la nef. De dimension modeste, l'église fait vingt mètres de long et treize mètres de large. Son plan comprend trois nefs avec une abside et un narthex. Une petite chapelle est construite contre le mur sud de la basilique et un baptistère est présent sur le côté nord. Il comprend un bassin de baptême en forme de croix et des mosaïques polychromatique. Celles-ci représentent notamment des pigeons et des cerfs.
Après plusieurs phases de restauration, les vestiges de la basilique ont été ouverts au public en 2014. 

## Galerie

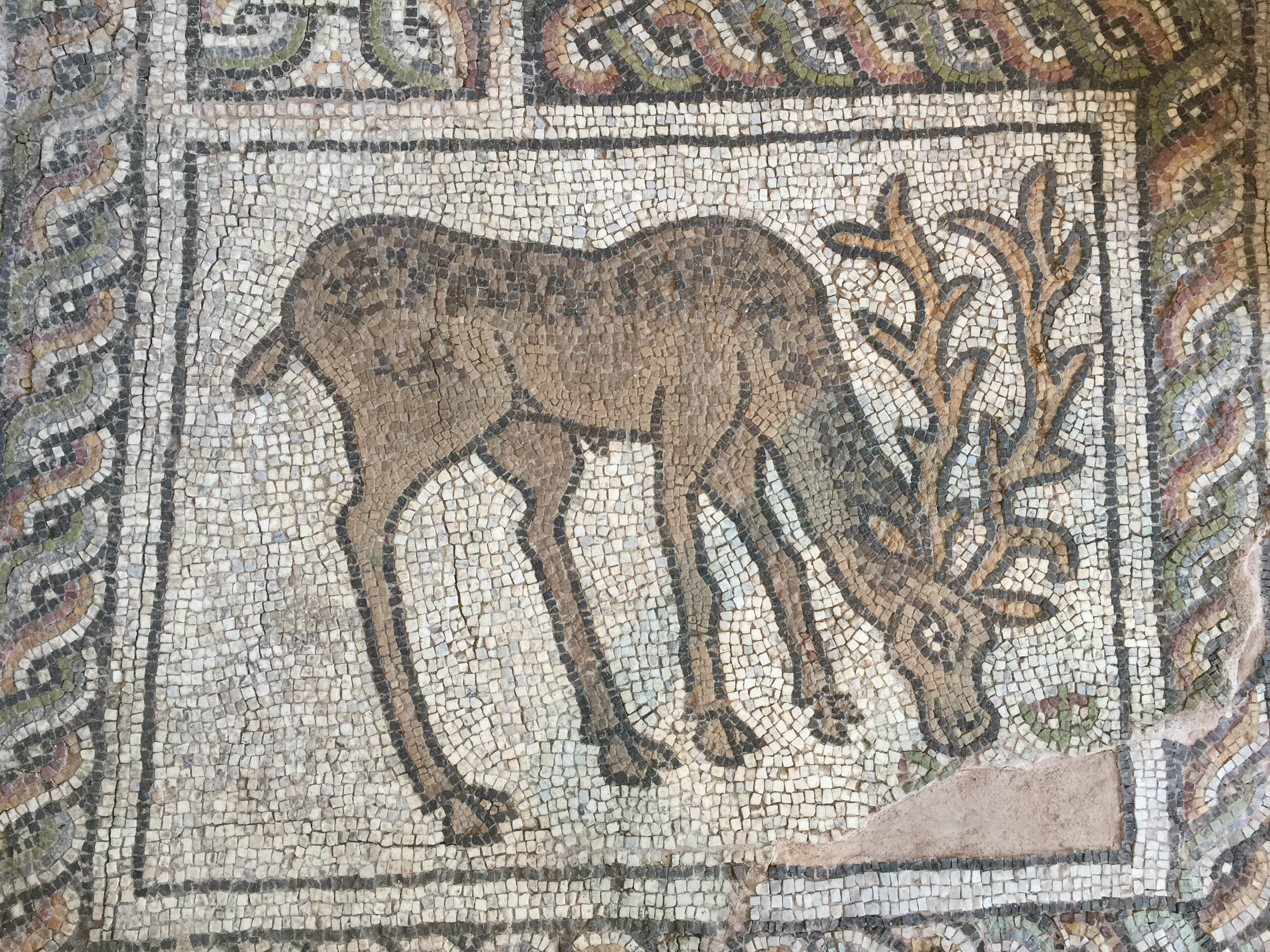
Mosaic floor depicting deer
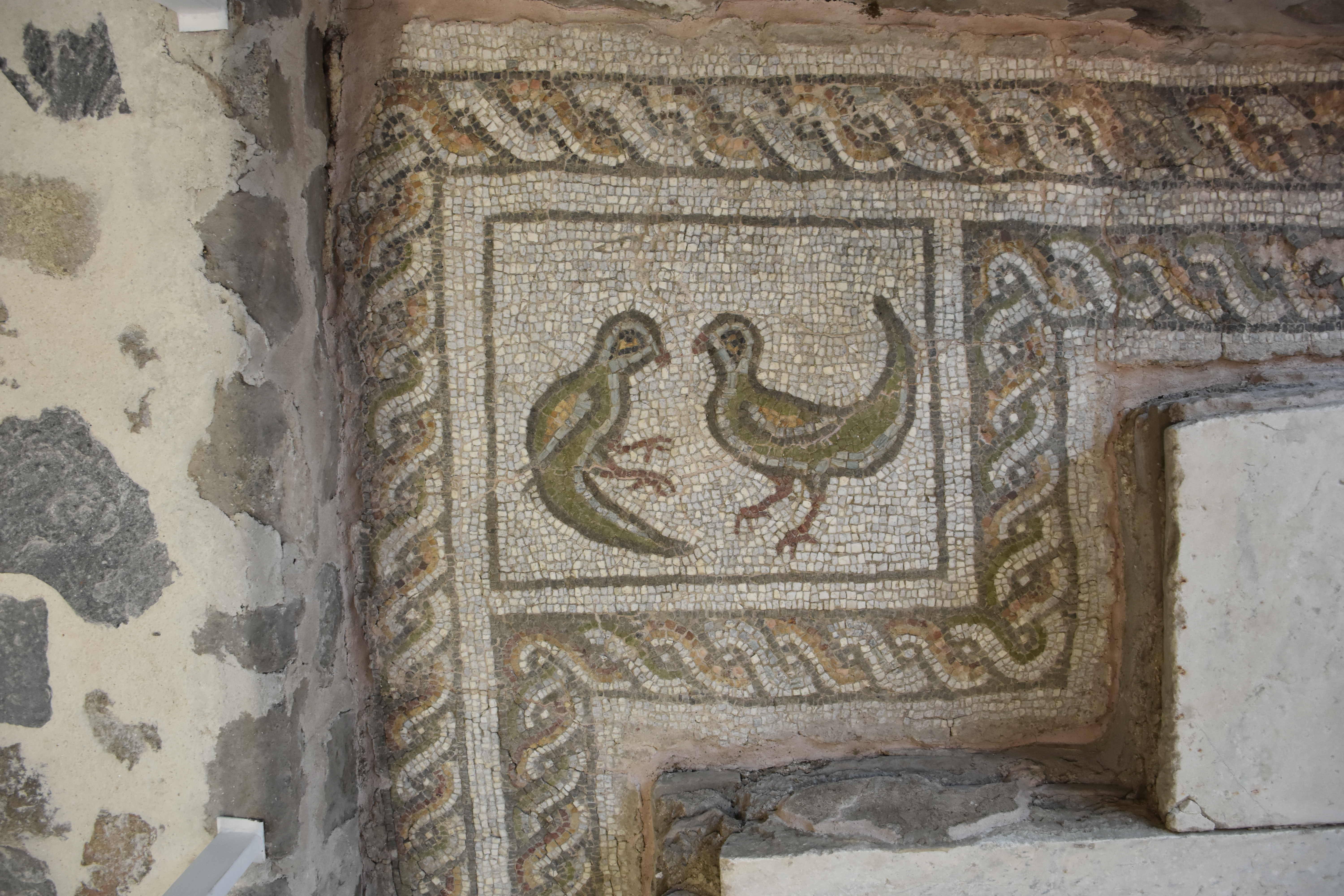
Mosaic floor depicting birds
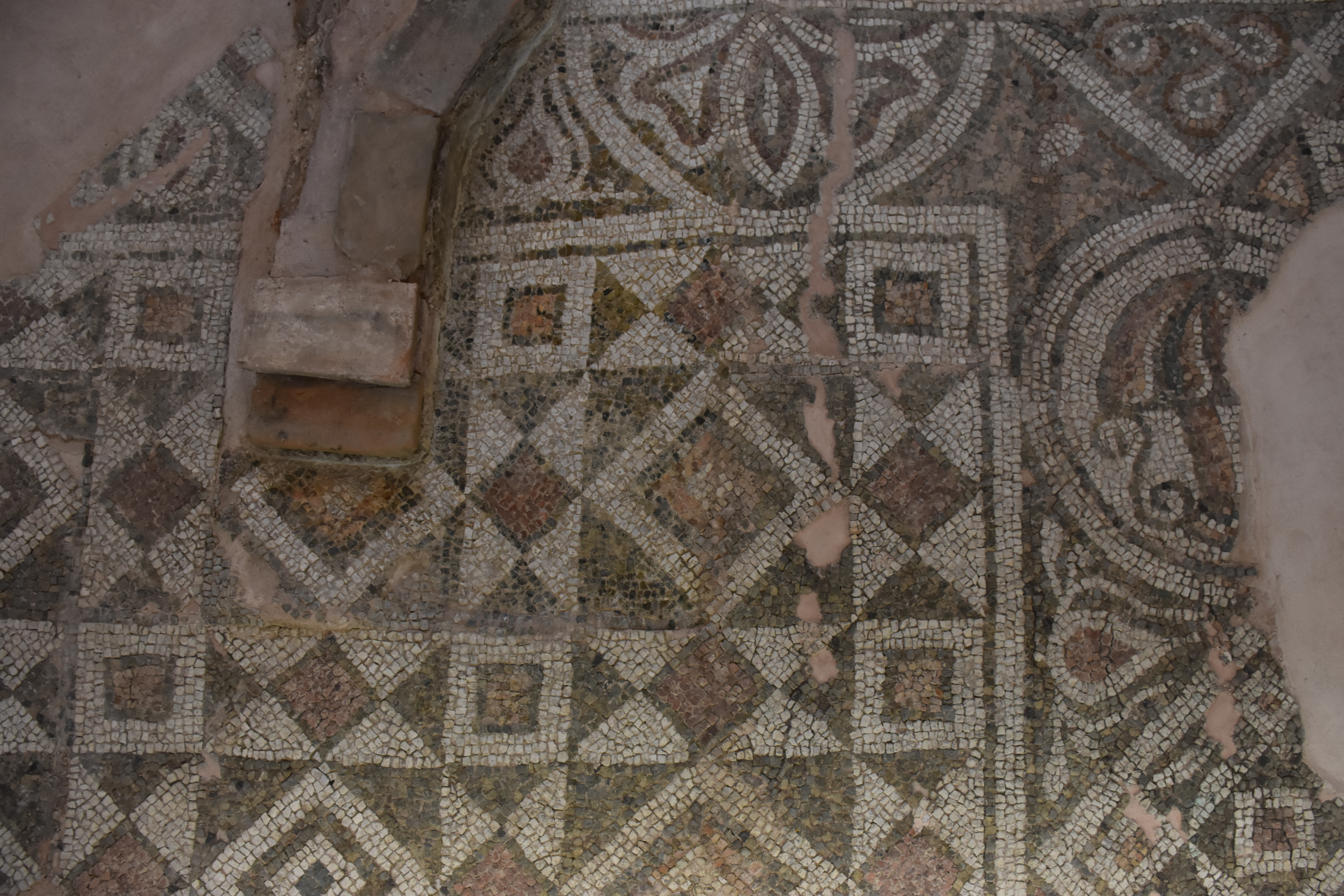
Mosaic floor
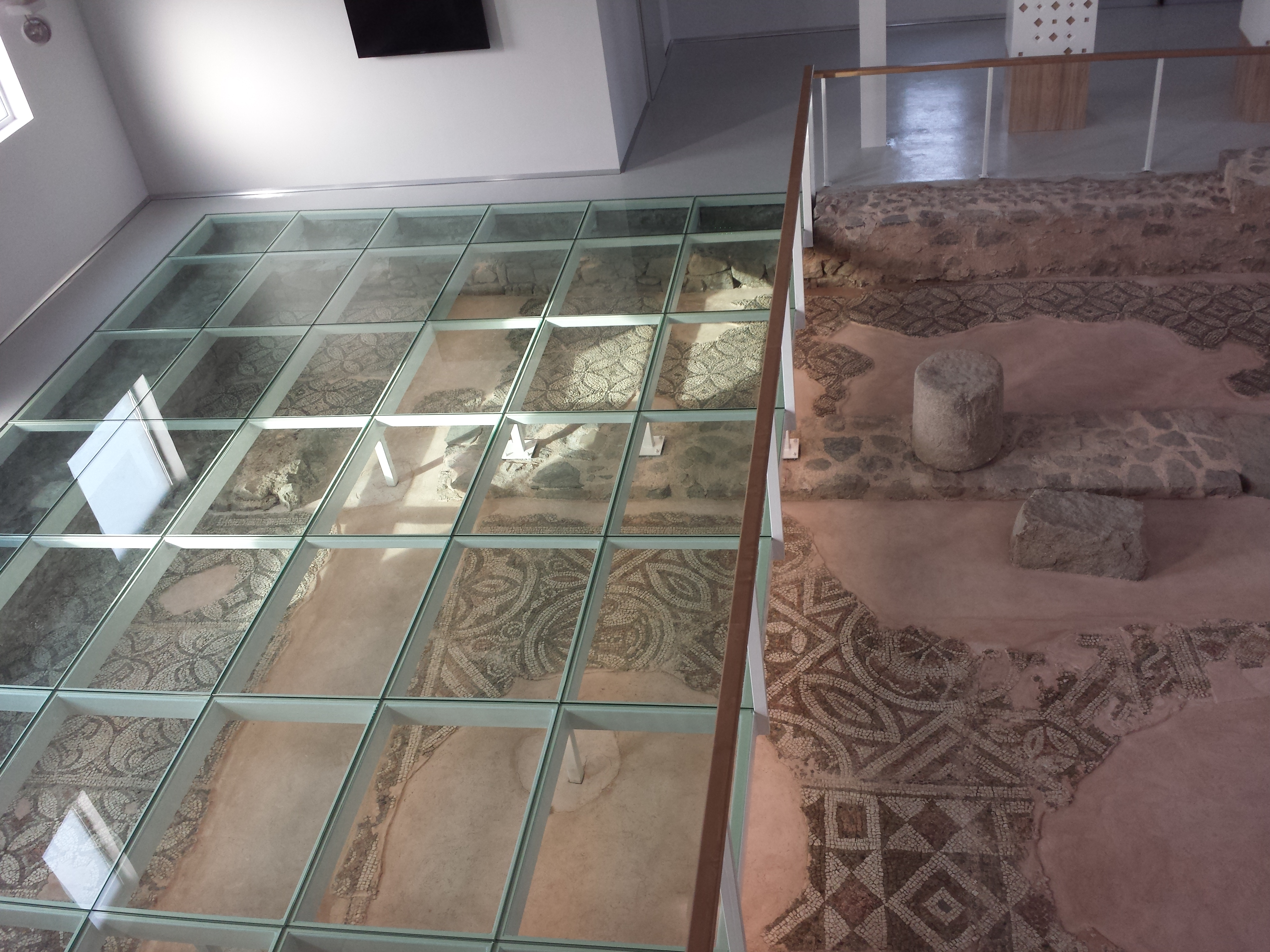
Glass floor over the mosaics
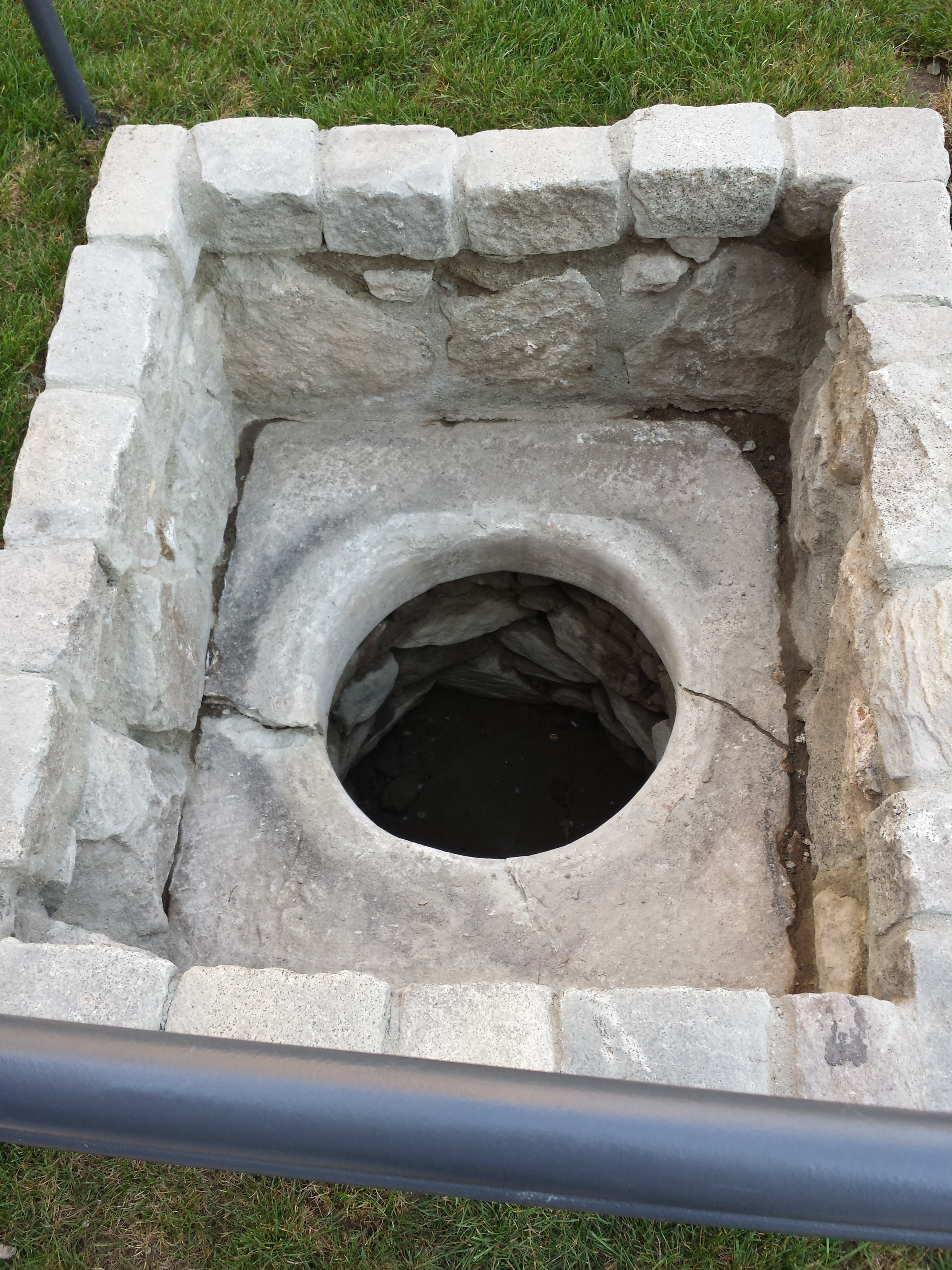
Ancient well near the basilica
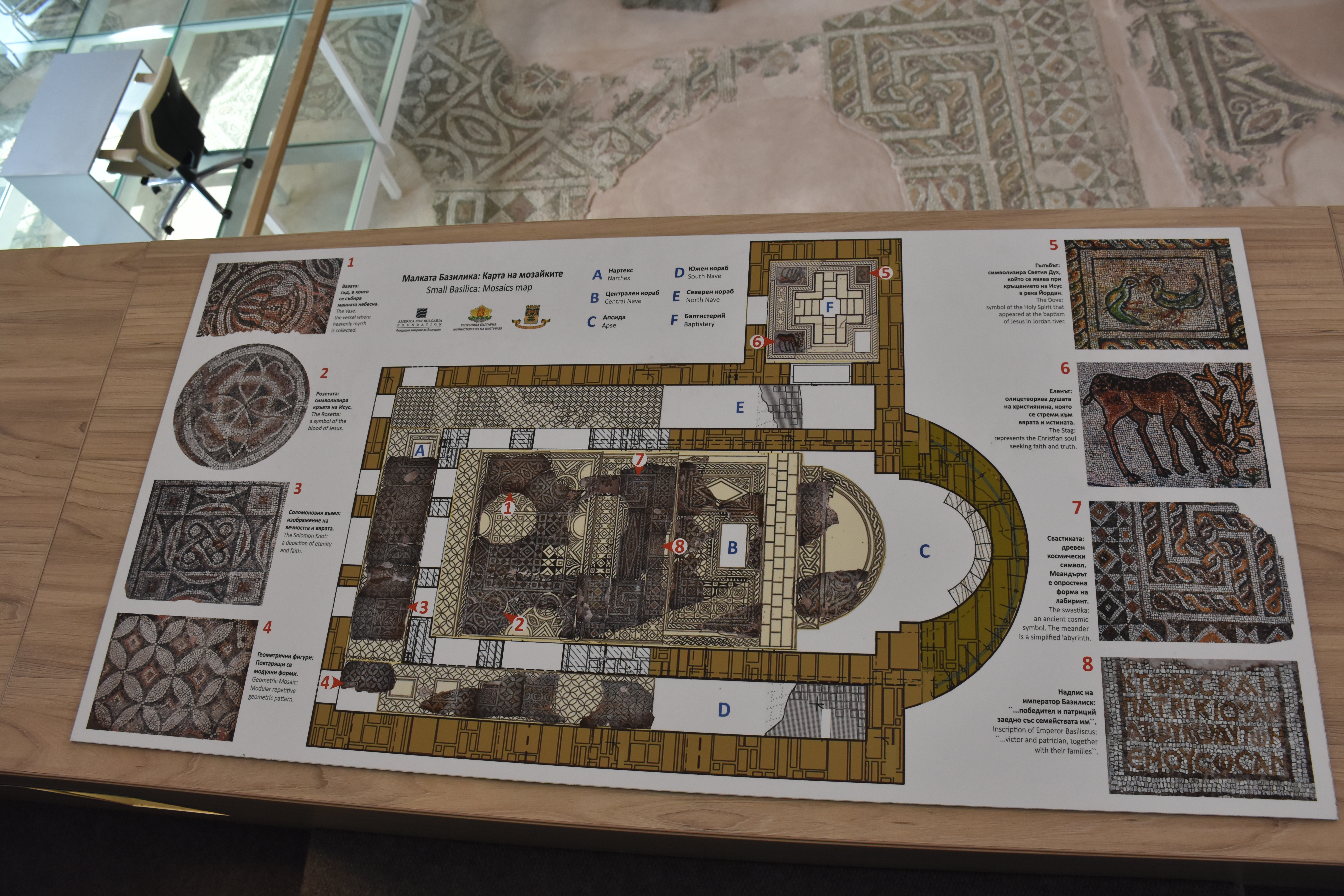
Basilica interior

## Sources
- (en) « The Small Earlychristian Basilica », Visit Plovdiv (consulté le 5 février 2023)
- (en) Elena Kantareva-Decheva, « The Small Basilica Project: Conservation and Display of the Mosaic Floor », dans The Conservation and Presentation of Mosaics: At What Cost?: Proceedings of the 12th Conference of the International Committee for the Conservation of Mosaics, Sardinia, October 27–31, 2014, Getty Publications, 2017, 322-327 p. (lire en ligne)